# Frontière entre l'Allemagne et la France
La frontière franco-allemande sépare l'Allemagne et la France. C'est l'une des frontières intérieures de l'espace Schengen.

## Caractéristiques

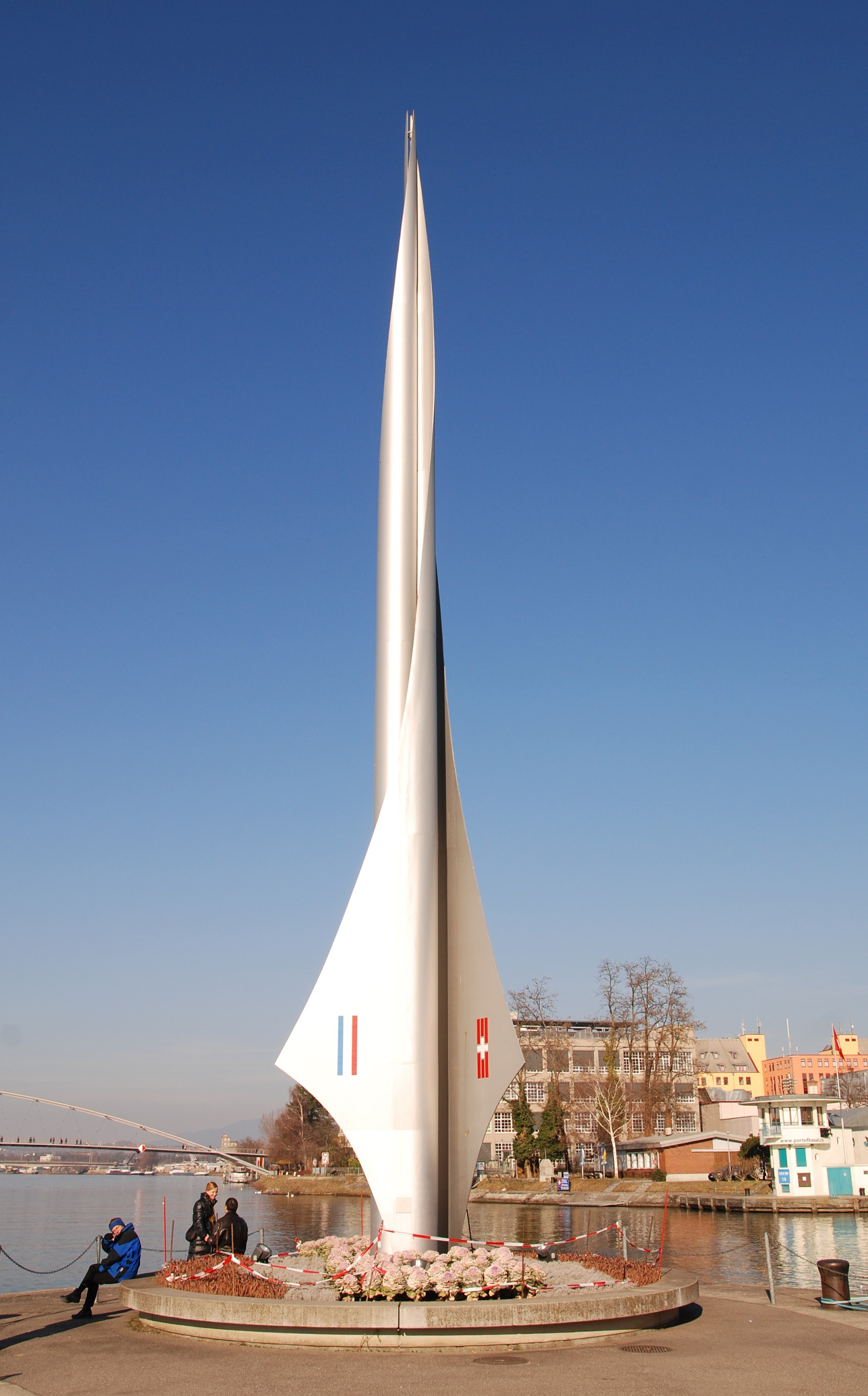
Le Dreiländereck, à Bâle.

La frontière franco-allemande s'étend sur 451 km, à l'est de la France et à l'ouest de l'Allemagne.
Elle débute au nord-ouest au tripoint Allemagne-France-Luxembourg (49° 28′ 10″ N, 6° 22′ 02″ E), à la jonction de la commune allemande de Perl (land de la Sarre), de la commune française d'Apach (département de la Moselle) et de la commune luxembourgeoise de Schengen (canton de Remich). Ce point est situé sur la Moselle.
La frontière suit ensuite une direction générale vers l'est, longeant la rivière Lauter, jusqu'au Rhin. Elle remonte alors le cours de celui-ci vers le sud jusqu'au tripoint Allemagne - France - Suisse (47° 35′ 23″ N, 7° 35′ 21″ E), situé dans le lit du Rhin à la limite des territoires des communes de Weil-am-Rhein (Allemagne, land de Bade-Wurtemberg), d'Huningue (France, département du Haut-Rhin) et la ville de Bâle (Suisse, canton de Bâle-Ville). Celui-ci est symbolisé, non à son emplacement exact mais à proximité, par le Dreiländereck, monument situé à environ 150 mètres au sud-est, sur la rive, en territoire suisse.
La frontière sépare trois länder allemands (Bade-Wurtemberg, Rhénanie-Palatinat et Sarre) d'une région française (Grand Est) et trois départements (Haut-Rhin, Bas-Rhin et Moselle), et passe à proximité de villes importantes comme Strasbourg.
Une partie du territoire de la commune française de Rhinau se trouve du côté allemand de la frontière. Du point de vue allemand, il s'agit du secteur non constitué en municipalité de Rhinau.

## Histoire

Les nouvelles frontières entre la France et l’Allemagne redessinées par le traité de Francfort.

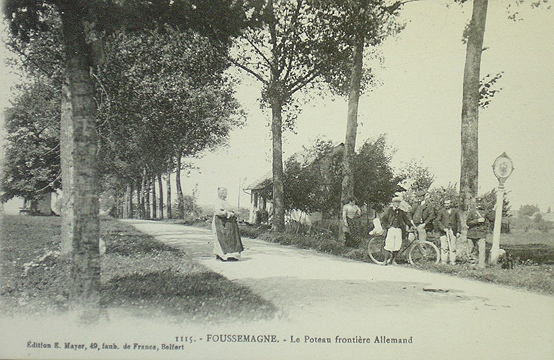
Frontière franco-allemande à Foussemagne, près de Belfort, en France, entre 1871 et 1918.

Elle s'enracine dans l'évolution séculaire des limites entre le Royaume de France et le Saint-Empire romain Germanique. Au Moyen-Âge, celle-ci était située plus loin vers l'Ouest, le long des duchés de Bar, de Lorraine et de Bourgogne. La Guerre de Trente Ans, puis l'annexion par la France du duché de Lorraine l'ont décalée vers sa position actuelle.
Pour la période contemporaine, elle est redéfinie lors du traité de Paris de 1814, puis aux lendemains de Waterloo par le Traité de Paris de novembre 1815 ; plusieurs cantons (re)deviennent alors partiellement ou entièrement allemands : en Moselle, Relling, Sarrelouis, Tholey, Sierck-les-Bains ; dans le Bas-Rhin : Bergzabern, Candel, Dahn, Landau.
Diverses rectifications de frontière au niveau du département de la Moselle interviennent par la suite, en particulier à travers la convention de Sarrebruck d'octobre 1829.
À partir de la défaite de Sedan du 1er septembre 1870 et la proclamation à Versailles (en) de l'Empire allemand du 18 janvier 1871, la frontière entre France et Allemagne a été déplacée à quatre reprises, dont deux fois par traité :
- À l'issue de la défaite française de 1870-1871, l'Empire allemand nouvellement créé annexe par le traité de Francfort l'essentiel de l'Alsace (excepté ce qui deviendra le Territoire de Belfort) et une partie de la Lorraine correspondant au département actuel de la Moselle.
- Après la Première Guerre mondiale, la France récupère (officiellement en janvier 1920 au traité de Versailles mais en pratique dès 1918) l'Alsace-Lorraine perdue en 1871. La frontière revient à sa position antérieure, c'est-à-dire la frontière de la France avec la confédération de l'Allemagne du Nord, le royaume de Bavière et le grand-duché de Bade. Durant l'entre-deux-guerres, l’Alsace et la Moselle seront défendues par le vaste ouvrage défensif de la ligne Maginot côté français et par la ligne Siegfried côté allemand.
- Au début de la Seconde Guerre mondiale, après l'armistice du 22 juin 1940 qui entérine la défaite de la France, l'Alsace-Moselle est rattachée de facto à l'Allemagne et organisée en Gaue sous administration allemande, malgré les protestations du gouvernement de Vichy, justifiées puisque la convention d'armistice ne remet pas en cause la souveraineté française en Alsace et Lorraine.
- Cette situation prend fin avec la libération du territoire métropolitain français qui s'achève dans l'est en 1945 et voit disparaître l'administration allemande en Alsace-Lorraine et la frontière de fait.
- Quelques modifications mineures de tracé ont eu lieu à l'amiable dans la forêt du Warndt, entre la Moselle et la Sarre, en 1983[réf. nécessaire].

## Actualité de la frontière franco-allemande
Au tournant du XXIe siècle, le phénomène le plus marquant est la réémergence d'une forte activité économique et culturelle transfrontalière, marquée par le travail frontalier, le tourisme, les échanges culturels de proximité. Cette nouvelle donne est entérinée par des créations d'institutions franco-allemandes, notamment les Eurodistricts :
- en Alsace : Strasbourg-Ortenau (2005), Freiburg-Centre et sud Alsace (2006), Eurodistrict trinational de Bâle (avec la Suisse, en 2007), Pamina, soit Palatinat, Mittelrhein, Nord-Alsace (2017).
- en Moselle : SaarMoselle (2010).

En 2019, le traité d'Aix-la-Chapelle est signé entre les deux pays. Il comporte un volet « Coopération régionale et transfrontalière » (chapitre 4 du traité) qui donne un nouvel élan aux relations transfrontalières de proximité. Il encourage les projets transfrontaliers, notamment par la création d'« entités transfrontalières » (Eurodistricts ou autres) ou en dotant ceux qui existent de « compétences appropriées », de « ressources dédiées » et de « procédures accélérées » permettant de surmonter les obstacles à la réalisation de projets transfrontaliers (chapitre 4, art. 13). Les deux États entendent faciliter la mobilité transfrontalière, par l'amélioration des liaisons ferroviaires et routières.
Un comité franco-allemand de Coopération transfrontalière (CCT) est institué (chapitre 4, art. 14).
Des restrictions aux frontières ont eu lieu à plusieurs reprises lors de la pandémie de Covid-19. Fin 2024, l'Allemagne rétablit le contrôle aux frontières pouvant créer des embouteillages de 30 à 45 minutes,.
Les Jeunes Européens fédéralistes ont lancé une pétition pour l'arrêt des contrôles aux frontières en Allemagne.
La France, quant à elle, effectue des contrôles aux frontières de manière aléatoire depuis fin 2015. Des associations ont porté plainte pour non-respect du code frontières Schengen.

## Passages

### Communes françaises
La frontière passe par les bans communaux suivants :

#### Moselle
Apach, Merschweiller, Manderen, Launstroff, Waldwisse, Flastroff, Schwerdorff, Neunkirchen-lès-Bouzonville, Guerstling, Heining-lès-Bouzonville, Villing, Berviller-en-Moselle, Merten, Creutzwald, Carling, L'Hôpital, Saint-Avold (Quartier Arcadia), Freyming-Merlebach, Cocheren, Rosbruck, Morsbach, Forbach, Petite-Rosselle, Forbach, Schœneck, Stiring-Wendel, Spicheren, Alsting, Grosbliederstroff, Sarreguemines, Blies-Guersviller, Frauenberg, Blies-Ébersing, Bliesbruck, Obergailbach, Erching, Epping, Ormersviller, Loutzviller, Schweyen, Rolbing, Walschbronn, Liederschiedt, Roppeviller, Sturzelbronn.

#### Bas-Rhin
Obersteinbach, Niedersteinbach, Lembach, Wingen, Climbach, Wissembourg, Salmbach, Niederlauterbach, Scheibenhard, Lauterbourg, Mothern, Munchhausen, Seltz, Beinheim, Neuhaeusel, Fort-Louis, Dalhunden, Drusenheim, Offendorf, Gambsheim, La Wantzenau, Strasbourg, Eschau, Plobsheim, Erstein, Gerstheim, Daubensand, Rhinau, Sundhouse, Schœnau, Artolsheim, Mackenheim, Marckolsheim.

#### Haut-Rhin
Artzenheim, Baltzenheim, Kunheim, Biesheim, Vogelgrun, Geiswasser, Nambsheim, Balgau, Fessenheim, Blodelsheim, Rumersheim-le-Haut, Chalampé, Bantzenheim, Ottmarsheim, Hombourg, Petit-Landau, Niffer, Kembs, Rosenau, Village-Neuf, Huningue.

### Points de passage routiers
| Moselle         | Moselle         | Moselle          | Moselle                                                                   |
| Route française | Route allemande | Route Européenne | Liaison                                                                   |
| --------------- | --------------- | ---------------- | ------------------------------------------------------------------------- |
| D654            | B419            |                  | (Thionville) - Apach - Perl - (Konz)                                      |
| D64G            | B376            |                  | (Launstroff) - Scheuerwald - Büschdorf                                    |
| D855            | L173            |                  | (Petite-Hettange) - Waldwisse - Silwingen - (Merzig)                      |
| D64             | -               |                  | (Gavisse) - Waldwisse - Biringen                                          |
| D956            | L171            |                  | (Sierck) - Neunkirchen-lès-Bouzonville - Niedaltdorf - (Siersburg)        |
| D65             | L359            |                  | (Bouzonville) - Guerstling - Niedaltdorf                                  |
| D118L           | -               |                  | (Heining) - Leiding - Leidingen                                           |
| D918            | B405            |                  | (Thionville) - Schreckling - Ittersdorf - (Sarrelouis)                    |
| D954            | B269            |                  | (Metz) - Villing - Felsberg - (Sarrelouis)                                |
| D55             | L169            |                  | (Hargarten) - Merten - Bisten                                             |
| D73             | L167            |                  | Creutzwald - Überherrn - (Sarrelouis)                                     |
| N33             | B269neu         |                  | (Saint-Avold) - Creutzwald - Überherrn - (Ensdorf)                        |
| -               | F426            |                  | Creutzwald - Lauterbach                                                   |
| D26A            | L165            |                  | Carling - Lauterbach - (Völklingen)                                       |
| D603            | L164            |                  | Rosbruck - Nassweiler - (Geislautern)                                     |
| D103U           | -               |                  | Guensbach - Emmersweiler                                                  |
| D31             | -               |                  | (Forbach) - Petite-Rosselle - Großrosseln                                 |
| D32             | L274            |                  | (Grosbliederstroff) - Schœneck - Klarenthal                               |
| D603            | B41             |                  | (Metz) - Habsterdick - La Brême d'Or - (Bad Kreuznach)                    |
| A320            | A6              | E50              | (Freyming-Merlebach) - Stiring-Wendel - Sarrebruck - (République tchèque) |
| D32C            | L273            |                  | Spicheren - La Brême d'Or                                                 |
| N61             | B406            |                  | (Hambach) - Grosbliederstroff - Güdingen - (Sarrebruck)                   |
| N61A            | L253            |                  | Grosbliederstroff - Kleinblittersdorf                                     |
| D82A            | B51             | E29              | Sarreguemines - Rilchingen-Hanweiler - (Brême)                            |
| D974            | B423            |                  | (Neunkirch) - Frauenberg - Habkirchen - (Altenglan)                       |
| D82             | L208            |                  | (Sarreguemines) - Bliesbruck - Reinheim                                   |
| D34A            | -               |                  | Obergailbach - Niedergailbach                                             |
| D84             | L101            |                  | (Kalhausen) - Guiderkirch - Peppenkum - (Rhénanie-Palatinat)              |
| D85C            | L102            |                  | Schweyen - Brenschelbach - (Gersheim)                                     |
| D35A            | B424            |                  | (Hottviller) - Schweyen - Hornbach - (Deux-Ponts)                         |
| D86             | L483            |                  | (Bitche) - Walschbronn - Kröppen - (Vinningen)                            |
| D86B            | K1              |                  | Liederschiedt - Schweix - (Trulben)                                       |

- La D925 de D3/L488 entre Hirschthal via Schönau et Königsbruch
- La D334/L478 27 km nord-ouest entre Wissembourg le long de la vallée de Lauter et Hinderweidenthal via Dahn
- La D264/B 38 10 km nord entre Wissembourg et Landau via Schweigen et Bad Bergzabern
- La D534/ L546 est entre Wissembourg et Minfield via Schweighofen
- La D303 nord de D3/L547 à L546 à Schweighofen
- La D4/B500 entre Beinheim et Iffezheim
- La D2/L187 entre Gambsheim et Rheinau
- La N4/B28 entre Strasbourg, port du rhin et Kehl, quartier de la gare
- La N353/L98 entre Strasbourg, pont Pierre Pflimlin et Neuried

### Points de passage ferroviaires
Selon le tracé actuel de la frontière, il y a douze points de passages ferroviaires entre l'Allemagne et la France.
| Code UIC | Ligne d'Allemagne                            | Gare d'Allemagne         | Ligne de France                                                     | Gare de France          | Remarques |
| -------- | -------------------------------------------- | ------------------------ | ------------------------------------------------------------------- | ----------------------- | --- |
| ???      | raccordement à 4000 Ligne de Mannheim à Bâle | Weil am Rhein            | 136 000 Ligne de Saint-Louis à Huningue                             | Huningue                | Passage coupé depuis destruction du 'Pont Palmrain' sur le Rhin, reconstruit en pont routier                                                                |
| ???      | 4310 ligne Fribourg-Colmar                   | Breisach                 | 120 000 Ligne de Colmar-Central à Neuf-Brisach                      | Neuf-Brisach            | Deux parties de l'ancienne ligne Fribourg-Colmar depuis destruction du 'Pont de Brisach' sur le Rhin, reconstruit en routier                                |
| 470      | 4314 Ligne de Müllheim à Neuenburg           | Neuenburg                | 124 000 Ligne de Mulhouse-Ville à Chalampé                          | Chalampé                | Voie unique électrifiée en 15 kV - 16 ²⁄₃ Hz côté Allemagne et en 25 kV - 50 Hz côté France. La section de séparation se trouve sur le pont du Rhin         |
| 471      | 4260 Ligne d'Appenweier à Kehl               | Kehl                     | 142 000 Ligne de Strasbourg-Ville à Strasbourg-Port-du-Rhin         | Strasbourg-Port-du-Rhin | Double voie électrifiée en 15 kV - 16 ²⁄₃ Hz côté Allemagne et en 25 kV - 50 Hz côté France. La section de séparation se trouve sur le pont du Rhin         |
| ???      | 4242 Rheinbahn (Baden)                       | Wintersdorf              | 150 000 Ligne de Haguenau à Rœschwoog et frontière                  | Roppenheim              | Voie unique non électrifiée neutralisée |
| 472      | 3400 Bienwaldbahn                            | Berg (Pfalz)             | 145 000 Ligne de Strasbourg à Lauterbourg                           | Lauterbourg             | Voie unique non électrifiée |
| 473      | 3433 Pfälzische Maximiliansbahn              | Kapsweyer                | 146 000 Ligne de Vendenheim à Wissembourg                           | Wissembourg             | Voie unique non électrifiée |
| 474      | 3285 Ligne de la vallée de la Blies (de)     | Reinheim                 | 170 000 Ligne de Sarreguemines à Bliesbruck                         | Bliesbruck              | Double voie neutralisée le 28 août 1980 |
| 475      | 3251 Ligne de Sarreguemines vers Sarrebruck  | Hanweiler-Bad Rilchingen | 163 000 Ligne de Sarreguemines vers Sarrebruck                      | Sarreguemines           | Voie unique électrifiée en 15 kV - 16 ²⁄₃ Hz : norme allemande car la ligne est exploitée uniquement par le tram-train de la Saarbahn                       |
| 476      | 3231 Ligne de Rémilly à Stiring-Wendel       | Sarrebruck               | 172 000 Ligne de Rémilly à Stiring-Wendel                           | Forbach                 | Double voie électrifiée en 15 kV - 16 ²⁄₃ Hz côté Allemagne et en 25 kV - 50 Hz côté France. La section de séparation se trouve à la frontière, côté France |
| 477      | 3290 Ligne d'Überherrn à Völklingen (de)     | Überherrn                | 174 000 Ligne de Metz-Ville à la frontière allemande vers Überherrn | Hargarten - Falck       | Ligne déposée le 30 avril 2001 sur 5,7 km, de part et d'autre de la frontière                                                                               |
| 478      | 3212 Ligne de Dillingen à Niedaltdorf        | Hemmersdorf (Saar)       | 176 000 Ligne de Bouzonville à Guerstling                           | Bouzonville             | Voie unique non électrifiée |
| ???      | 3213 Ligne de Merzig à Waldwisse             | Silwingen                | 175 000 Ligne de Bettelainville à Waldwisse                         | Waldwisse               | Voie unique déposée en 1967 |
| 479      | 3010 Ligne de Perl à Coblence                | Perl                     | 178 000 Ligne de Thionville à Apach                                 | Apach                   | Double voie électrifiée en 15 kV - 16 ²⁄₃ Hz côté Allemagne et en 25 kV - 50 Hz côté France. La section de séparation se trouve à la frontière              |